# FC 제스타포니
FC 제스타포니(조지아어: ზესტაფონი)는 조지아에 있는 제스타포니를 연고로 하는 축구 클럽이다. 이 팀은 2004년에 창단되었으며, 현재 리가 4에 참가하고 있다.

## 선수 명단

### 역대
틀:리가 4 (조지아)